# Festival des 3 Continents 2012
Le Festival des 3 Continents 2012, 34e édition du festival, s'est déroulé du 20 novembre 2012 au 27 novembre 2012.

## Jury
- Emmanuel Atlan, distributeur français
- Guillaume Gouix, acteur français
- Vimukthi Jayasundara, cinéaste sri-lankais
- Maximiliano Schonfeld, cinéaste argentin
- Hélène Vincent, actrice française

## Sélection

### En compétition
| Titre                                 | Réalisation           | Pays         |
| ------------------------------------- | --------------------- | ------------ |
| Beauty (Nosilatiaj. La Belleza)       | Daniela Seggiaro      | Argentine    |
| Les Bruits de Recife (O Som ao Redor) | Kleber Mendonça Filho | Brésil       |
| Memories Look at Me                   | Song Fang             | Chine        |
| Sleepless Night                       | Jang Kun-jae          | Corée du Sud |
| Les trois sœurs du Yunnan             | Wang Bing             | Chine        |
| I.D.                                  | Kamal K.M             | Inde         |
| It's a Dream                          | Mahmoud Ghaffari      | Iran         |
| Théâtre 1 / Théâtre 2                 | Kazuhiro Soda         | Japon        |
| Río de Oro                            | Pablo Aldrete         | Mexique      |
| Mai morire                            | Enrique Rivero        | Mexique      |

### Ouverture
- El estudiante de Santiago Mitre

### Clôture
- La Playa D.C. de Juan Andrés Arango

### Autres programmations
- Intégrale Shinji Sōmai
- Hommage à Serge Daney
- Hommage à la société de production hong-kongaise Milkyway Image

## Palmarès
- Montgolfière d'or : Les trois sœurs du Yunnan de Wang Bing
- Montgolfière d'argent : Beauty de Daniela Seggiaro
- Mention spéciale : Sleepless Night de Jang Kun-jae
- Prix du Jury Jeune : Théâtre 1 / Théâtre 2 || Kazuhiro Soda
- Prix du public : Les trois sœurs du Yunnan de Wang Bing